# Julbernardia globiflora
Julbernardia globiflora là một loài thực vật có hoa trong họ Đậu. Loài này được (Benth.) Troupin miêu tả khoa học đầu tiên.